# Cyprus Turkish Airlines
Cyprus Turkish Airlines Limited (en turco: Kıbrıs Türk Hava Yolları Ltd. Şti. (KTHY)) fue una aerolínea turcochipriota que sirvió como la aerolínea de bandera de Chipre del Norte.  Hasta su colapso en junio de 2010, Cyprus Turkish Airlines fue la principal aerolínea que transportaba pasajeros al norte de Chipre. KTHY operaba vuelos regulares desde Ercan, en el norte de Chipre, a varias ciudades de Turquía, el Reino Unido y Europa occidental y septentrional.  Su base principal era el aeropuerto de Ercan, en el sector turco de Nicosia.
La aerolínea estaba registrada de jure como empresa turca en Estambul.  Las operaciones diarias se gestionaron desde Ercan. Todos los vuelos a Europa tenían que hacer escala en un aeropuerto de Turquía continental.

## Historia
KTHY se estableció el 4 de diciembre de 1974 en Nicosia, con acciones divididas a partes iguales entre Turkish Airlines y el Cash Development del Fondo Consolidado de la Asamblea de la Comunidad Turcochipriota (Konsolide Fonu Inkisaf Sandigi).  El primer vuelo programado tuvo lugar el 3 de febrero de 1975.
En 2005, el gobierno turco vendió sus acciones a Ada Havayollari.
En junio de 2010, KTHY había contraído una deuda de $ 100 millones y su administración decidió vender la empresa para evitar la quiebra.  El transportista turco Atlasjet fue el único postor.
El 21 de junio de 2010, la aerolínea anunció a través de su sitio web que había cesado todas sus operaciones hasta nuevo aviso. El 29 de junio de 2010, se anunció que la aerolínea había cerrado.

## Destinos
KTHY servia los siguientes destinos antes de la quiebra:
- Turquía

- - Adana - Aeropuerto de Adana Şakirpaşa
  - Ankara - Aeropuerto Internacional Esenboğa
  - Antalya - Aeropuerto de Antalya
  - Dalaman - Aeropuerto de Dalaman
  - Gaziantep - Aeropuerto de Oguzeli
  - Estambul - Aeropuerto Internacional Atatürk, Aeropuerto Internacional Sabiha Gökçen
  - Esmirna - Aeropuerto de Esmirna-Adnan Menderes
  - Kayseri - Aeropuerto internacional de Erkilet
  - Trebisonda - Aeropuerto de Trebisonda

- Chipre del Norte

- - Nicosia - Aeropuerto de Ercan  (base)

- Alemania
  - Colonia / Bonn - Aeropuerto de Colonia/Bonn
  - Stuttgart - Aeropuerto de Stuttgart
- Reino Unido
  - Birmingham -  Aeropuerto de Birmingham [ estacional ]
  - Londres
    - Aeropuerto de Londres Gatwick
    - Aeropuerto de Londres Heathrow
    - Aeropuerto de Londres Stansted

  - Mánchester - Aeropuerto de Mánchester

"Nota: Todos los vuelos a Alemania se realizaron a través del Aeropuerto de Antalya, los vuelos al Reino Unido se realizaron a través de una variedad de aeropuertos en Turquía".

## Flota

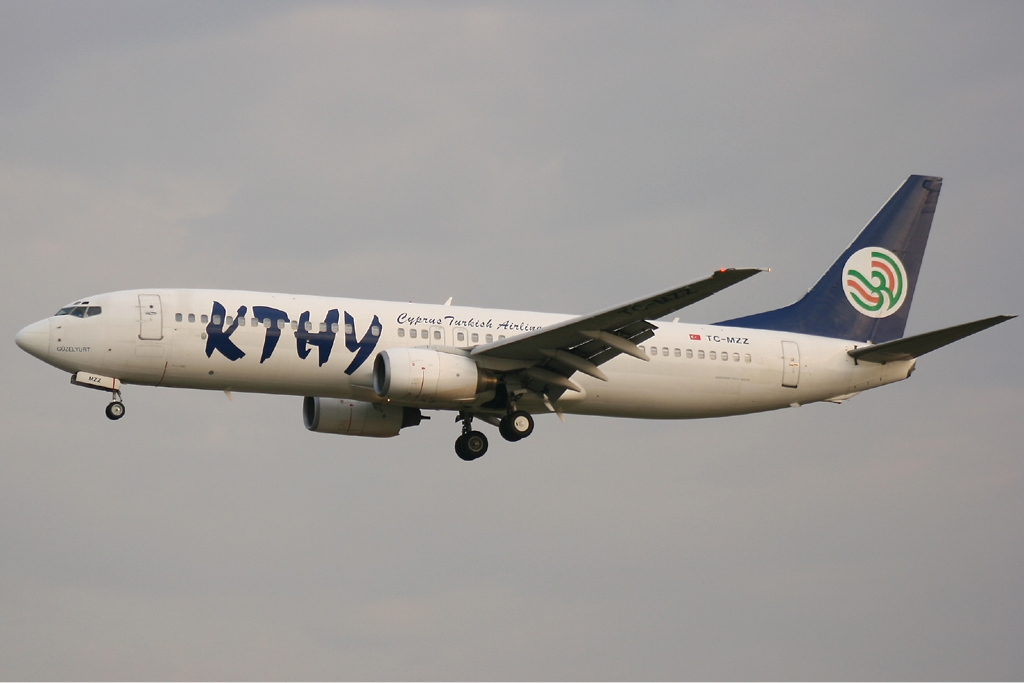
Boeing 737-800 de KTHY.

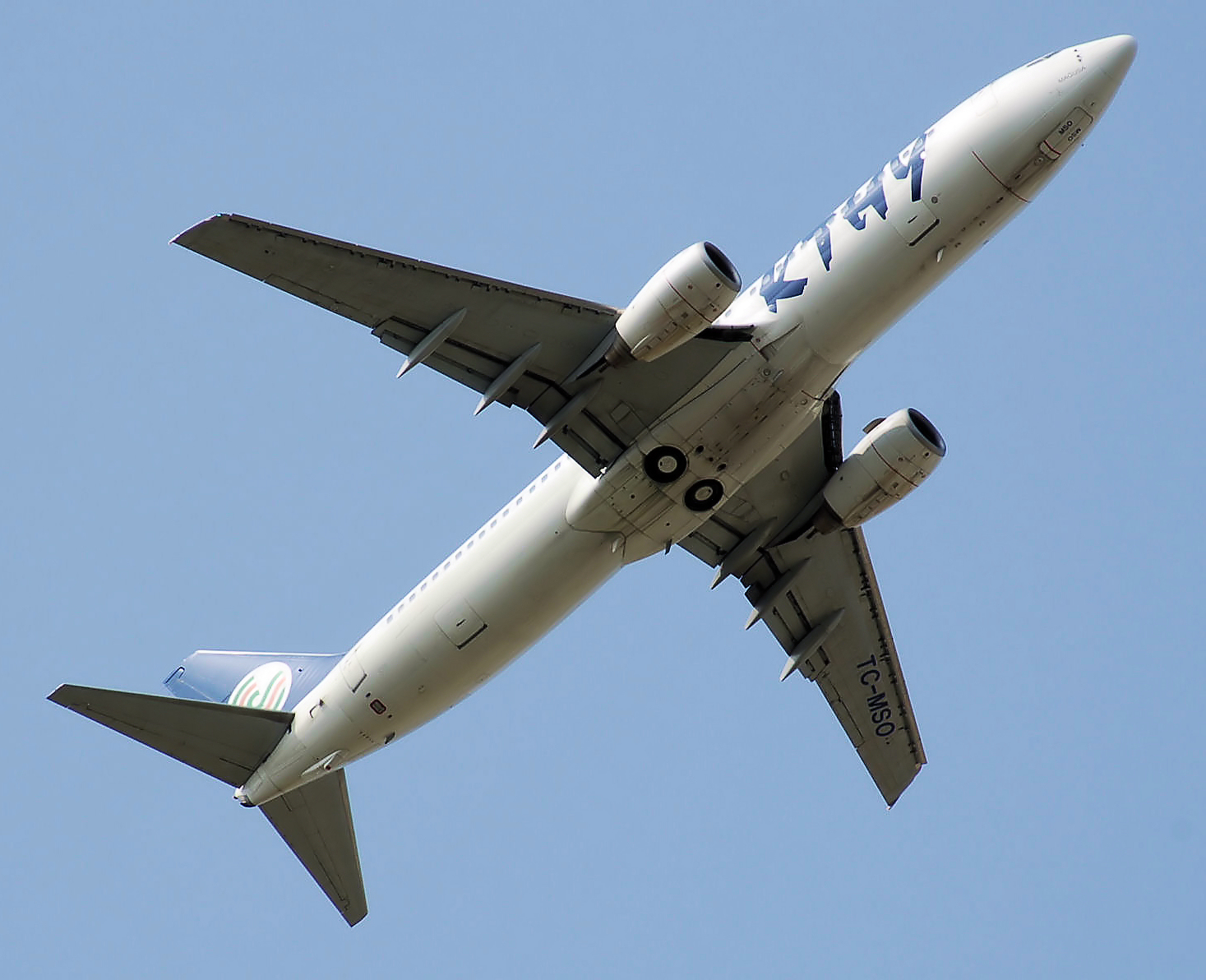
Boeing 737-800 de KTHY

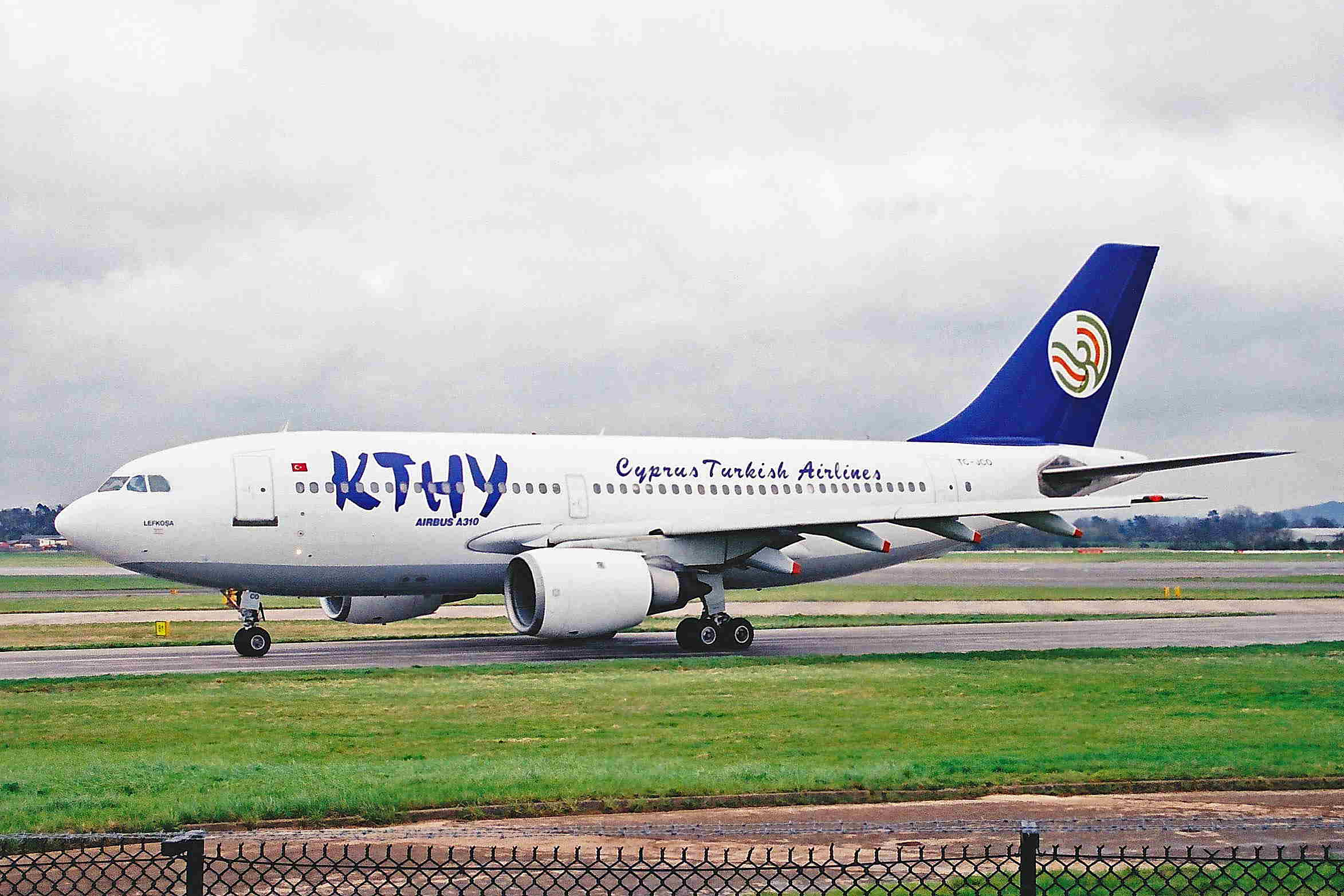
Airbus A310 de KTHY.

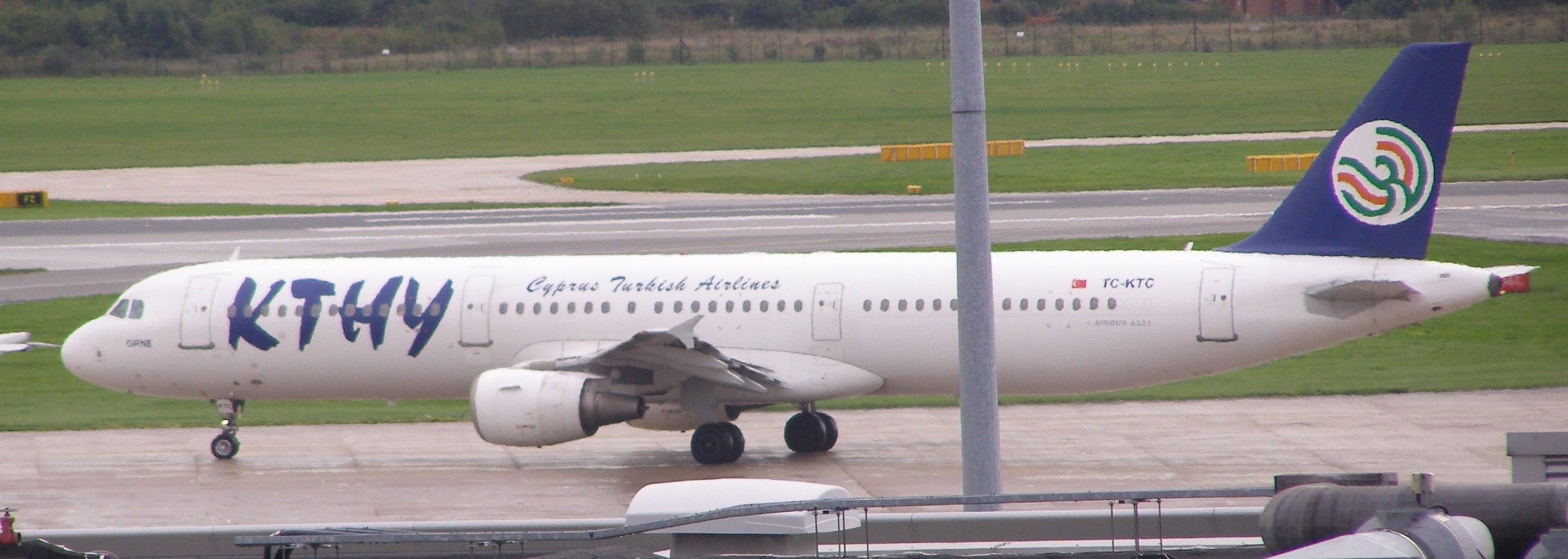
Airbus A321 de KTHY

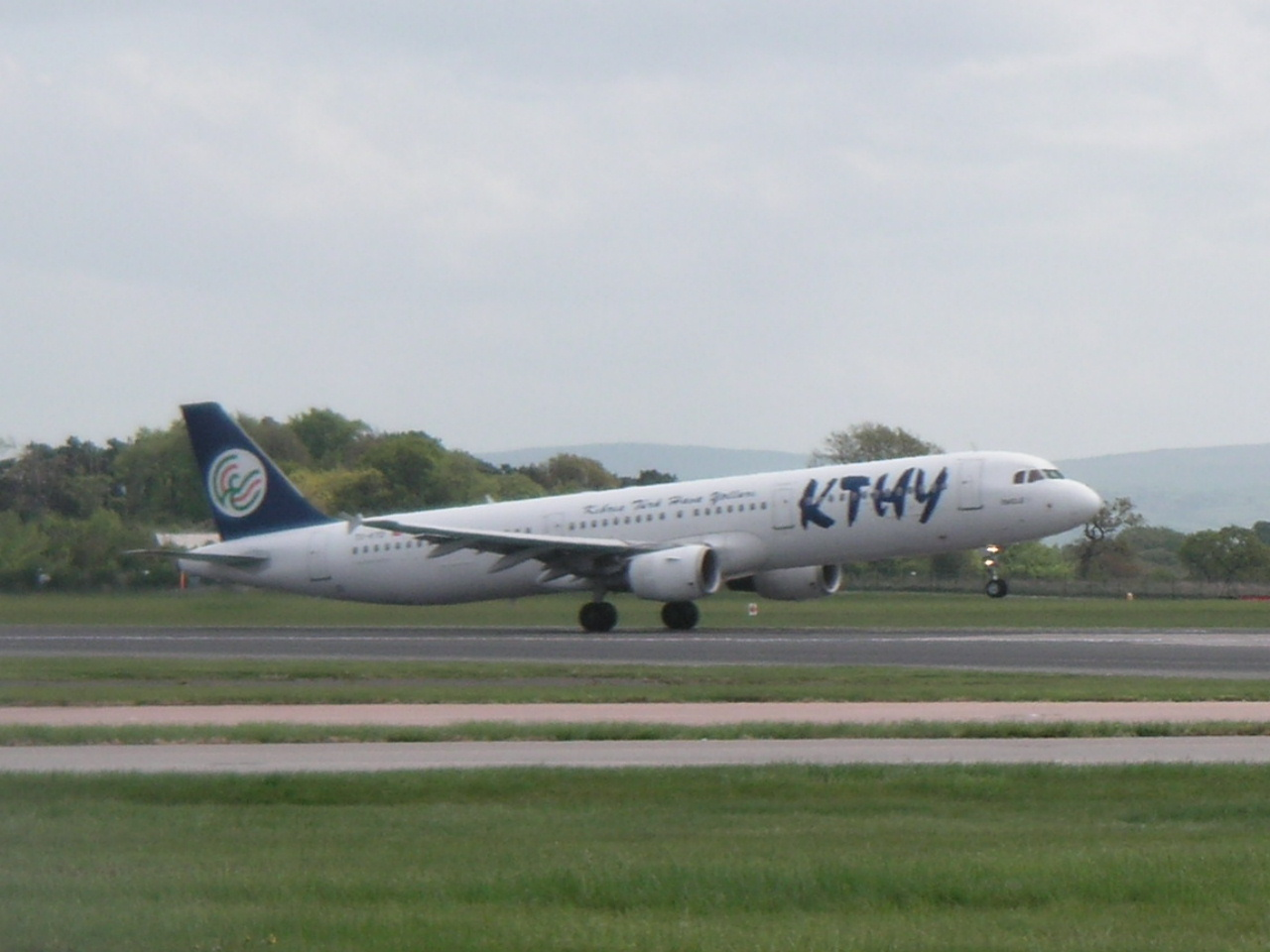
Airbus A321 de KTHY llamado Trikomo en honor a la isla chipriota del mismo nombre

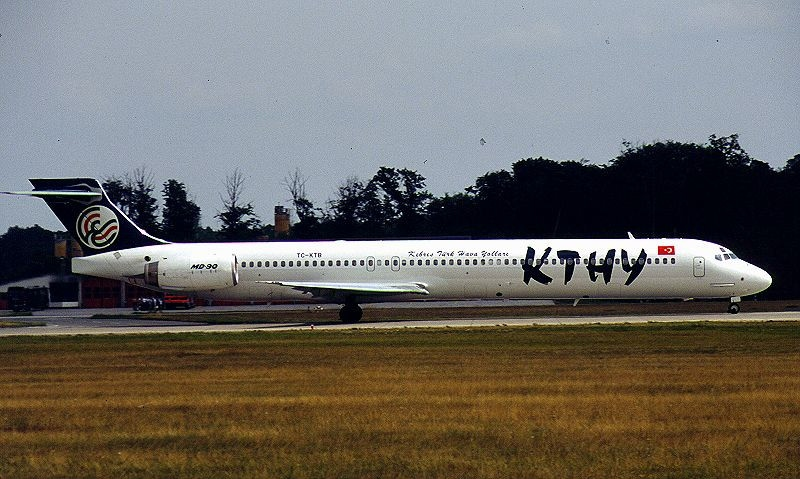
McDonnell Douglas MD-90 de KTHY.

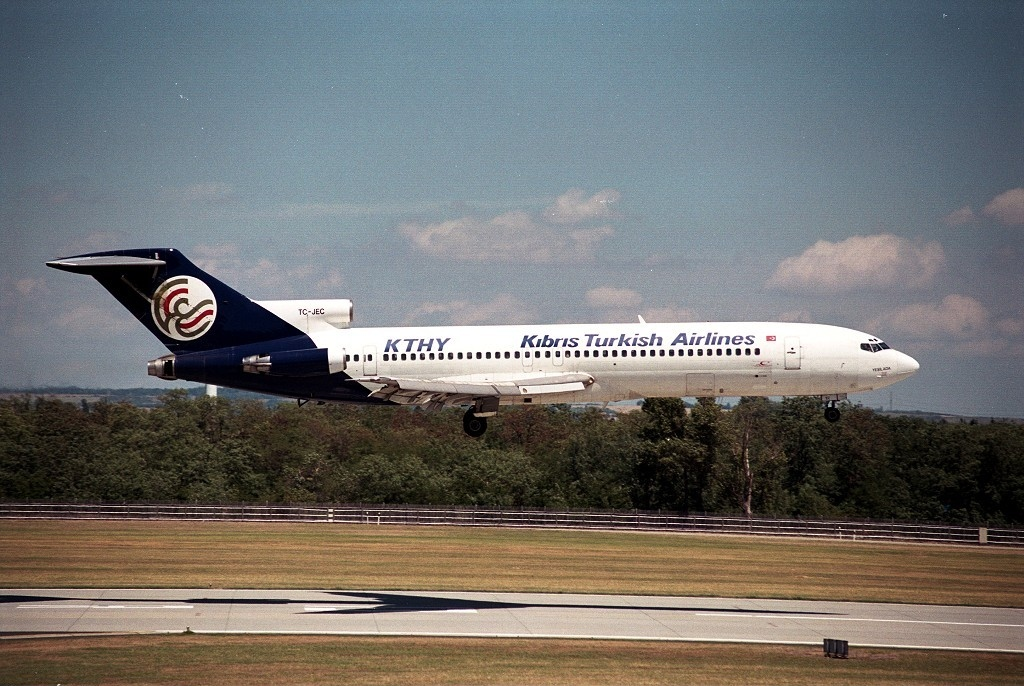
Boeing 727 de KTHY.

La flota de KTHY consistía de estas aeronaves:
| Aeronave        | Número | Pasajeros | Notas                        |
| --------------- | ------ | --------- | ---------------------------- |
| Airbus A320-232 | 1      | 180       | Operado por Turkuaz Airlines |
| Airbus A321-211 | 2      | 209       | 1 operado por AtlasJet       |
| Boeing 737-800  | 4      | 177       |                              |
| Total           | 7      |           |                              |

La edad promedio de la flota era de 6.5 años

## Accidentes e Incidentes
- El 30 de marzo de 1998, Mehmet Ertürk secuestró un vuelo de KTHY desde Ercan para Ankara, usando un encendedor parecido a una granada. El avión tuvo que hacer un aterrizaje de emergencia en Ankara, y Ertürk fue arrestado inmediatamente

- Datos: Q1797498
- Multimedia: Cyprus Turkish Airlines / Q1797498